# Museum für Kunst und Archäologie des Périgord
Das Museum für Kunst und Archäologie des Périgord (französisch: Musée d’Art et d’Archéologie du Périgord, MAAP) liegt am nördlichen Altstadtrand (an der Cours Tournay) der Stadt Périgueux im Périgord/Dordogne. Gegründet wurde es im Jahr 1835, nach Vorarbeiten der Archäologen Henry Wlgrin de Taillefer (1761–1833) und Gabriel de Mourcin ab dem Jahr 1828. Es ist in einem früheren Kloster beheimatet und zeigt auf 2000 Quadratmetern eine Auswahl von 33.500 Exponaten von der Vorgeschichte bis heute. Auf Grund von Stiftungen von Kolonialbeamten hat das Museum auch eine völkerkundliche Abteilung.

## Rundgang
Der Rundgang beginnt im Erdgeschoss mit einem Ehrensaal der Gründer und Spender des Museums. Die Säle 2 bis 4 liegen im ersten Stock und zeigen die Frühgeschichte der Region, darunter auch das Skelett eines Neanderthalers. Die vorgeschichtliche Sammlung gilt als die viertgrößte Frankreichs. Ausführlich wird die Technik der Feuersteinbearbeitung vermittelt. Saal 5 im ersten Stock ist temporären Ausstellungen vorbehalten. Zurück im Erdgeschoss zeigen die Säle 6 (Afrika) und 7 (Ozeanien) die völkerkundliche Sammlung. Bei der völkerkundlichen Sammlung soll es sich um die siebtgrößte Frankreichs handeln. Ebenfalls im Erdgeschoss werden im Kreuzgang Skulpturen und Reliefs vom 4. bis zum 17. Jahrhundert ausgestellt. Die Säle 11 bis 18 präsentieren Malerei und Skulptur vom 16. bis zum 21. Jahrhundert aus Frankreich (darunter auch von Künstlern des Périgord), Spanien, Italien und Flandern. Dazu gehören auch Gemälde der Historien- und Landschaftsmalerei von Adrien Manglard, Canaletto, Paul Guigou und Daniel. Ebenso gehören Porträts wichtiger Persönlichkeiten der Region zum Fundus, darunter von Pierre de Bourdeille (auch Pierre de Brantôme genannt) oder von François Fénelon. Im Saal 19 werden vier- bis fünfmal jährlich temporäre Ausstellungen mit Werken zeitgenössischer Künstler gezeigt. Recht umfangreich ist die Zahl der ausgestellten Gefäße, deren Herkunft von der Vorgeschichte bis in das 20. Jahrhundert reicht, sowie Handwerkskunst aus Eisen und Gusseisen der Region.

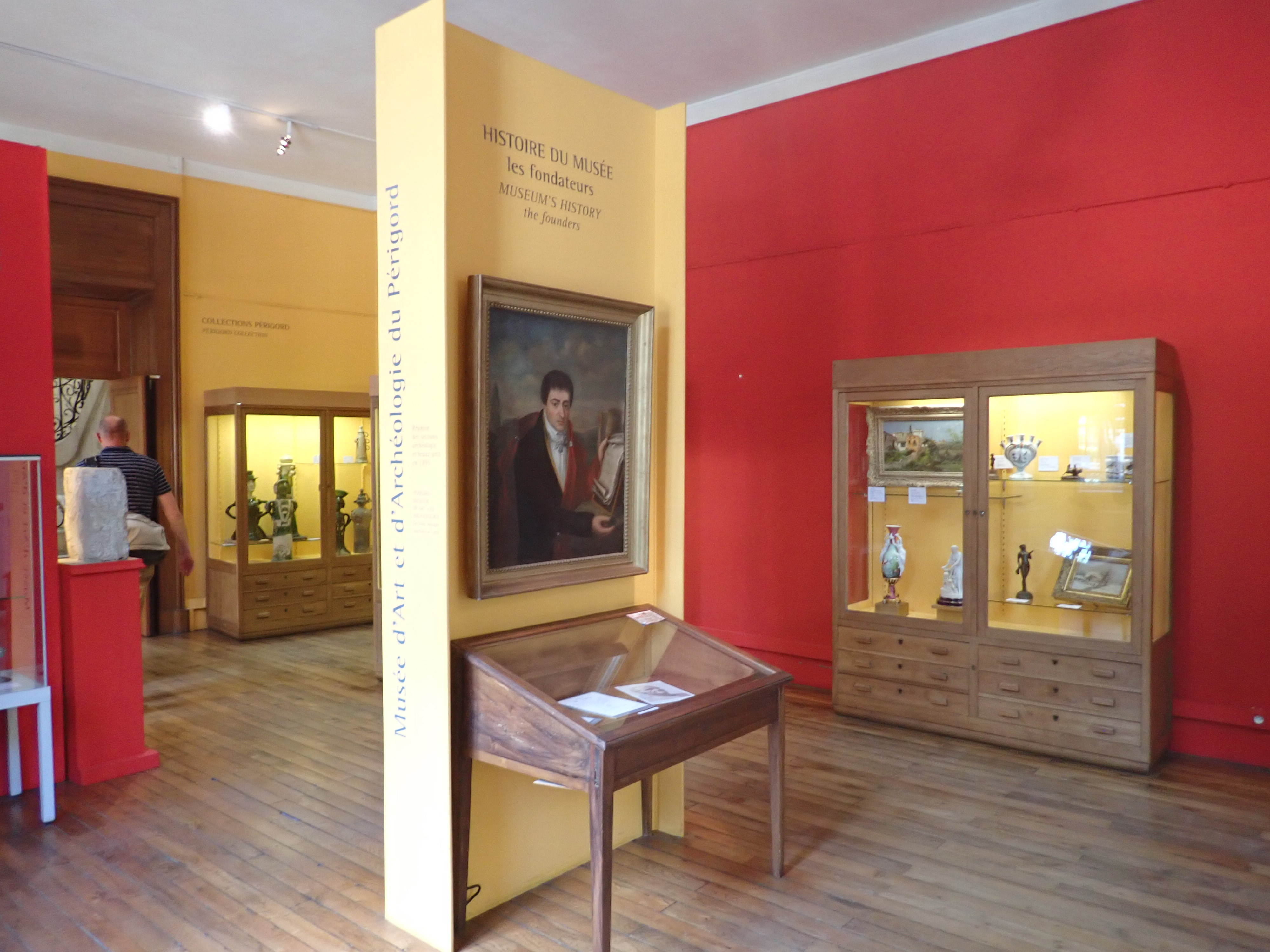
Ehrensaal der Gründer und Stifter im MAAP
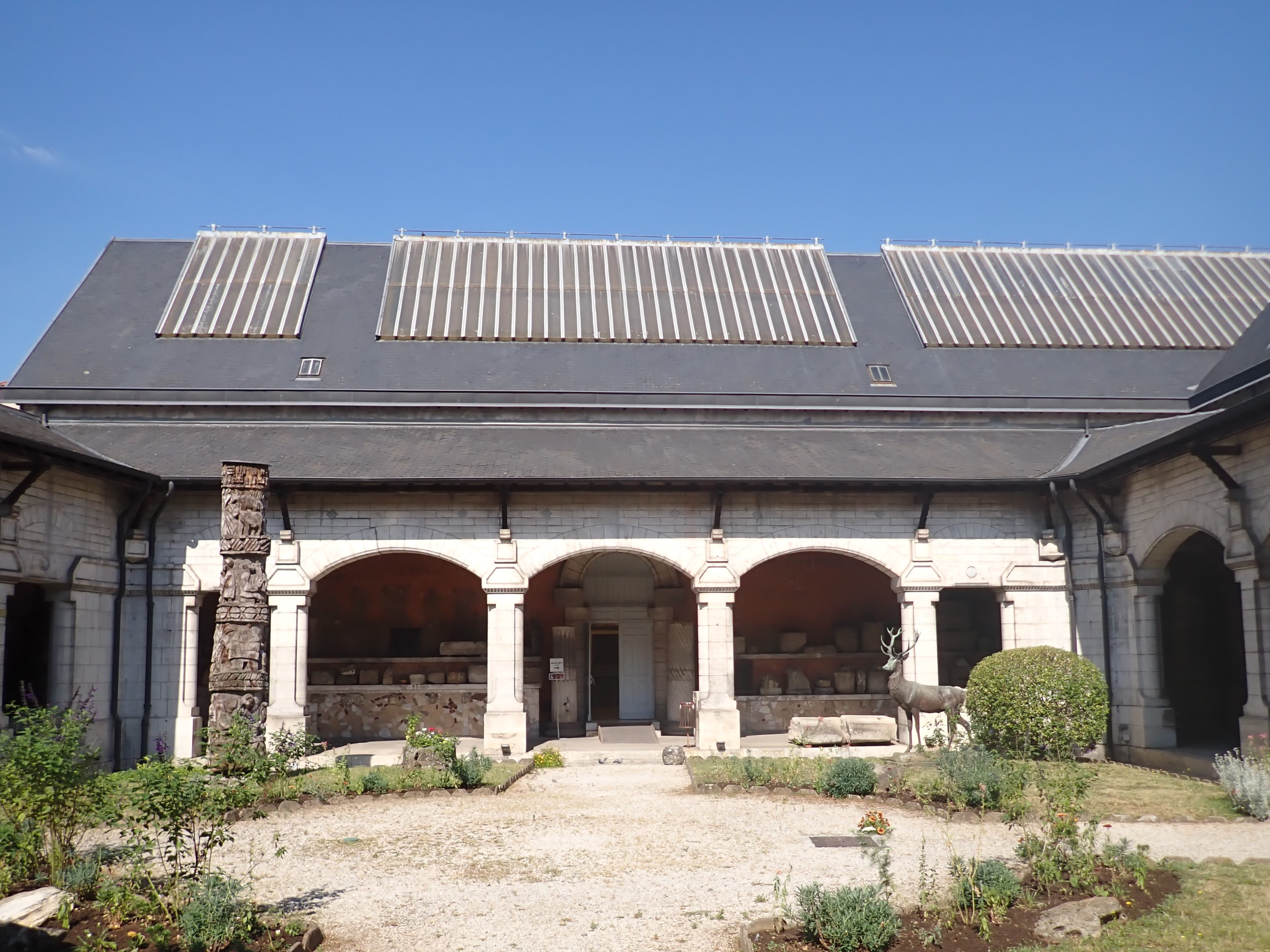
Teil des Kreuzgangs im MAAP
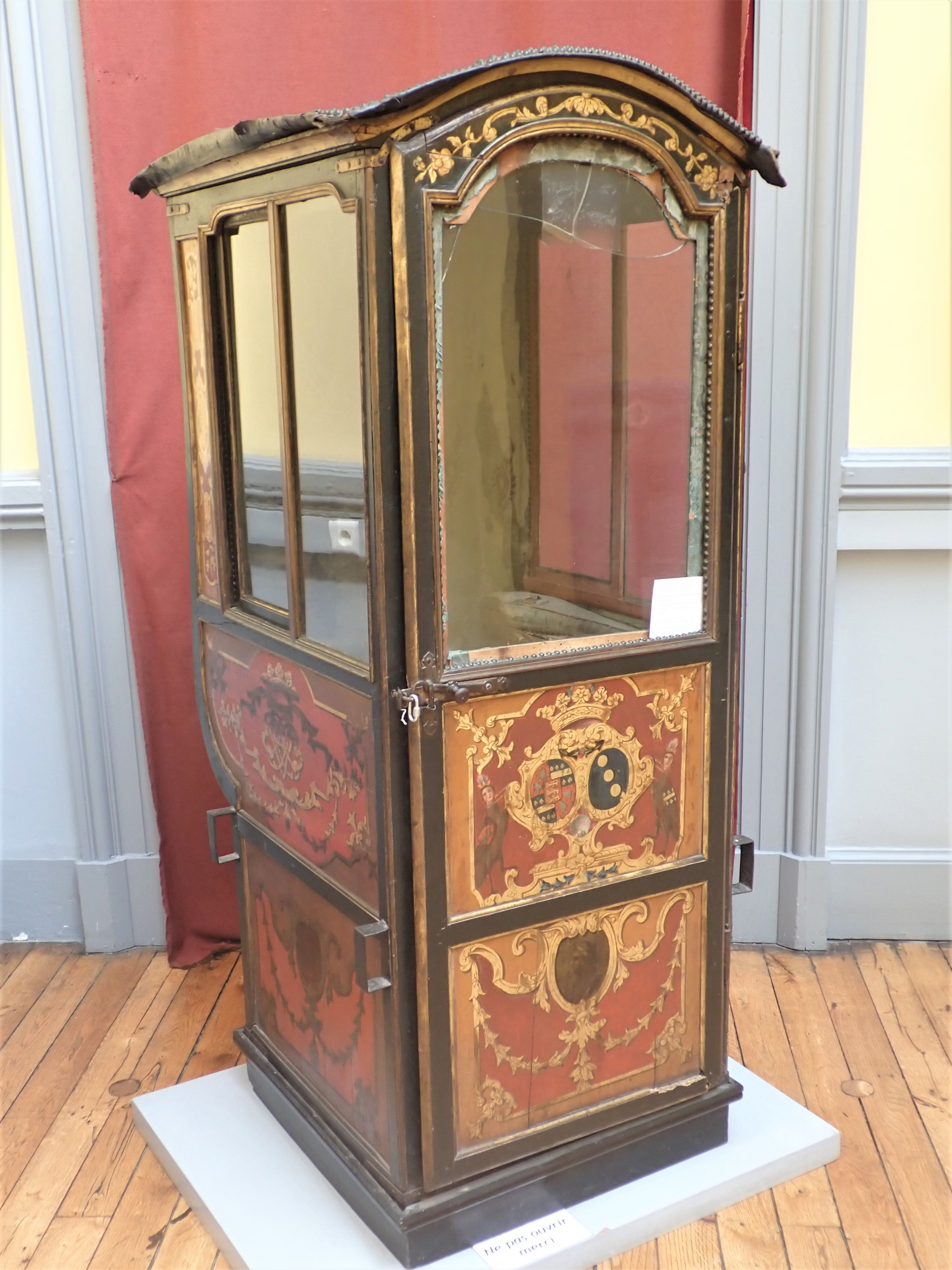
Sänfte aus dem 17. Jahrhundert, MAAP
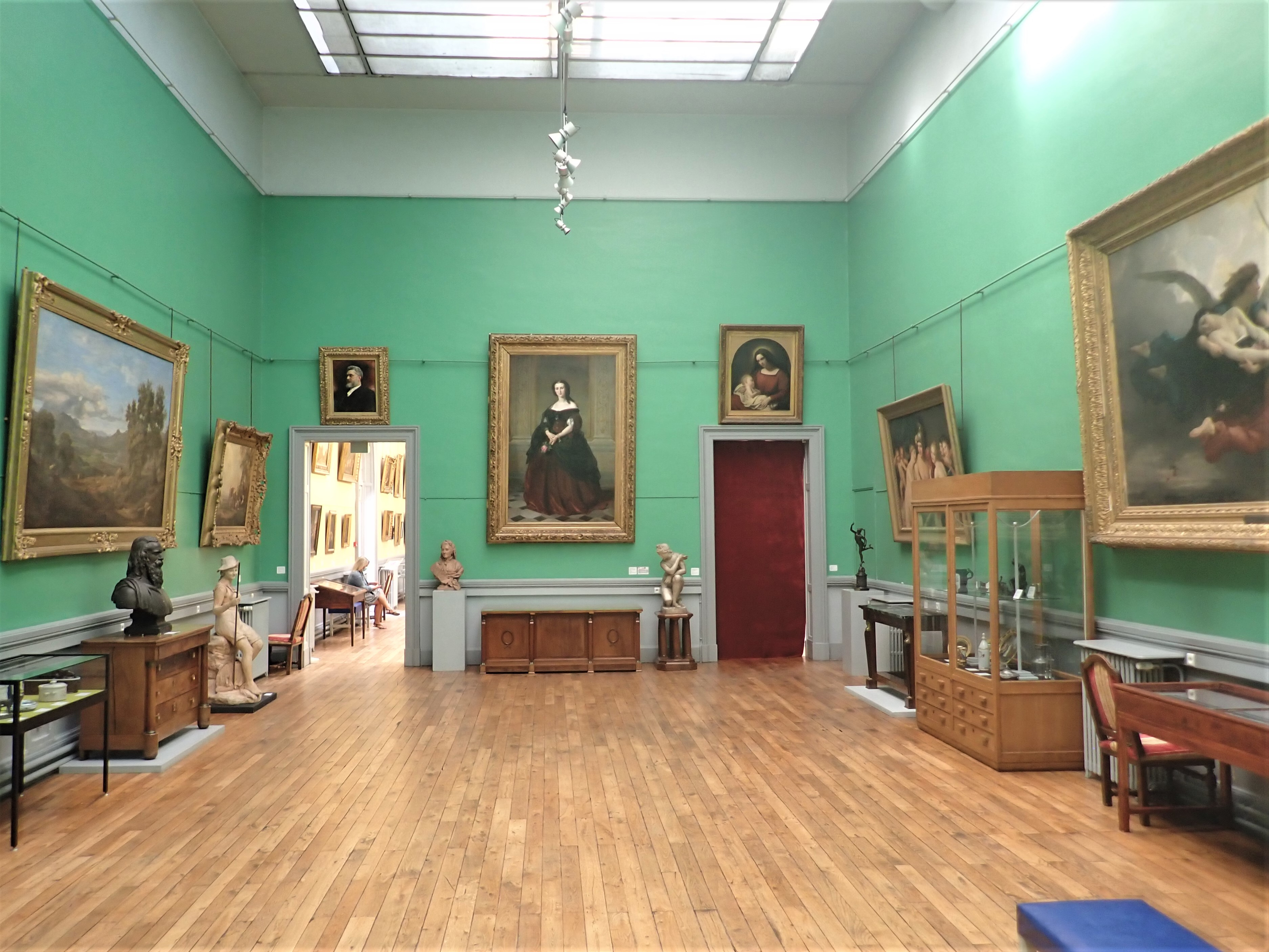
Gemäldesaal im MAAP